# Игнар, Стефан
Сте́фан И́гнар (пол. Stefan Ignar; 17 февраля 1908 — 23 января 1992) — польский экономист, политический и общественный деятель, заместитель премьер-министра ПНР, депутат Сейма Польши.

## Биография
Родился в деревне Балджихув (польск. Bałdrzychów) в присутствующей гмине Поддембице в Лодзинском воеводстве Польши.
В 1931 году окончил Познанский университет. В 1933—1935 годах он был преподавателем Народного университета в селе Гаць (польск. Gać) в присутствующей гмине Гаць в Подкарпатском воеводстве Польши, в 1935—1939 годах редактором крестьянских журналов.
В 1931—1949 годах член Крестьянской партии, с 1949 года член Объединённой крестьянской партии. В периоде Второй мировой войны был участником польской конспиративной организации под названием «Крестьянская охрана» (польск. Chłopska Straż, Хлопска Страж; конспиративный криптоним «Хлостра»), а затем солдатом Крестьянских батальонов. В периоде 1947—1948 председатель Главного управления Союза сельской молодёжи Польской Республики «Вичи»; 1948—1950 председатель Ведущего совета Союза польской молодёжи; 1948—1950 председатель Главного управления Союза крестьянской самопомощи; 1956—1962 и в 1981 председатель Ведущего комитета Объединённой крестьянской партии.
Депутат Сейма ПНР (1, 3, 4, 5, 6 созывов), 1952—1956 заместитель председателя Государственного совета ПНР, 1969—1972 член Государственного совета ПНР; 1956–1969 заместитель премьер-министра Польши.
С 1955 по 1957 год был президентом Общества польско-советской дружбы.

## Научная деятельность
Экстраординарный профессор (1949), ординарный профессор (1964). В периоде 1945—1949 научный работник Главной школы сельского хозяйства в Лодзи, 1949—1978 Главной школы сельского хозяйства в Варшаве (польск. Szkoła Główna Gospodarstwa Wiejskiego, SGGW); 1970—1978 директор Института экономики сельского хозяйства и аграрной политики Главной школы сельского хозяйства в Варшаве.

### Основные труды
- Kwestia rolna w Polsce kapitalistycznej (1952)
- Agraryzm. Społeczno-gospodarczy program wiejskiej burżuazji (1956)
- Rodzina chłopska i gospodarstwo rolne (1986)